# 키즈모노가타리 III 냉혈편
《키즈모노가타리 III 냉혈편》(일본어: 傷物語III 冷血篇)은 2017년에 개봉한 일본의 애니메이션 드라마 액션 판타지 영화이다. 신보 아키유키가 감독을 맡았다.

## 성우
- 카미야 히로시 - 아라라기 코요미 역
- 사카모토 마아야 - 키스샷 아세롤라오리온 / 하트 언더 블레이드 역
- 사쿠라이 타카히로 - 오시노 메메 역
- 호리에 유이 - 하네카와 츠바사 역